# Натаров Геннадій Вадимович
Генна́дій Вади́мович Ната́ров (нар. 23 січня 1992, Харків) — український бадмінтоніст, чемпіон України 2014, 2015, 2017 років.

## Життєпис
Народився в спортивній сім'ї. Його мама Вікторія Вікторівна грала в волейбол, тато Вадим Олександрович — у водне поло, брат Георгій — бадмінтоніст, майстер спорту України міжнародного класу.
Бадмінтоном почав займатись з 7-річного віку. З 9 до 11 років навчався в спеціалізованій спортивній школі.
Тренувався в бадмінтонному клубі НТУ «ХПІ», а дебютував у Польщі в 2006 році.
2013 року брав участь у літній Універсіаді в Казані.]
2014 року виграв міжнародний турнір Hatzor International (Ізраїль) у змаганнях серед чоловіків та змішаних пар, зайняв друге місце на міжнародному турнірі Polish International в змішаному парному розряді.
На юніорському чемпіонаті Європи 2011 року в Вантаа (Фінляндія) здобув бронзу в командному заліку.

## Досягнення

### Чемпіонат України
Чемпіони України в чоловічій парній категорії
- 2014 — Атращенков Валерій — Натаров Геннадій (Харків)
- 2015 — Натаров Геннадій — Почтарьов Артем (Харків)
- 2017 — Натаров Геннадій — Почтарьов Артем (Харків)

### BWF International Challenge/Series
Чоловіки. Парний розряд
| Рік  | Турнір               | Партнер         | Суперник                        | Рахунок            | Результат  |
| ---- | -------------------- | --------------- | ------------------------------- | ------------------ | ---------- |
| 2014 | Hatzor International | Артем Почтарьов | Александр Басс Ліор Кройтер     | 11–5, 11–10, 11–10 | Переможець |
| 2014 | Харків Інтернешнл    | Артем Почтарьов | Віталій Конов Дмитро Завадський | 11–6, 11–8, 11–9   | Переможець |

Змішаний парний розряд
| Рік  | Турнір               | Партнер         | Суперник                          | Рахунок                 | Результат  |
| ---- | -------------------- | --------------- | --------------------------------- | ----------------------- | ---------- |
| 2014 | Hatzor International | Юлія Казарінова | Флоран Ріанчо Кейт Фу Куне        | 11–6, 11–7, 8–11, 11–10 | Переможець |
| 2014 | Polish International | Юлія Казарінова | Роберт Матусяк Агнешка Войтковска | 9–11, 7–11, 4–11        | Фіналіст   |

     турнір BWF International Challenge
     турнір BWF International Series
     турнір BWF Future Series

## Праці
- Натаров, Геннадій Вадимович. Особливості прояву координаційних здібностей в волейболі та бадмінтоні // Спортивные игры, № 1 (2016). — Х.: Харківська державна академія фізичної культури, 2016